# Borki (gromada w powiecie dąbrowskim)
Borki – dawna gromada, czyli najmniejsza jednostka podziału terytorialnego Polskiej Rzeczypospolitej Ludowej w latach 1954–1972.
Gromady, z gromadzkimi radami narodowymi (GRN) jako organami władzy najniższego stopnia na wsi, funkcjonowały od reformy reorganizującej administrację wiejską przeprowadzonej jesienią 1954 do momentu ich zniesienia z dniem 1 stycznia 1973, tym samym wypierając organizację gminną w latach 1954–1972.
Gromadę Borki z siedzibą GRN w Borkach utworzono – jako jedną z 8759 gromad na obszarze Polski – w powiecie dąbrowskim w woj. krakowskim, na mocy uchwały nr 21/IV/54 WRN w Krakowie z dnia 6 października 1954. W skład jednostki weszły obszary dotychczasowych gromad Borki, Maniów i Wola Szczucińska ze zniesionej gminy Szczucin w tymże powiecie. Dla gromady ustalono 17 członków gromadzkiej rady narodowej.
31 grudnia 1959 do gromady Borki przyłączono obszar zniesionej gromady Słupiec.
30 czerwca 1960 do gromady Borki przyłączono wieś Załuże ze zniesionej gromady Dąbrowica.
Gromada przetrwała do końca 1972 roku, czyli do kolejnej reformy gminnej.